# Концертный зал имени П. И. Чайковского
Концертный зал имени Петра Ильича Чайковского (сокр. КЗЧ, Концертный зал Чайковского) — здание и концертный зал Московской государственной академической филармонии, открытый в 1940 году. В зале проходят музыкальные фестивали, концерты академической музыки, поэтические вечера и спектакли. Всего проводится около 300 концертов в год, которые ежегодно посещают более 350 тысяч человек.
В здании базируются Академический симфонический оркестр Московской филармонии, Государственный академический симфонический оркестр России имени Евгения Светланова, Ансамбль народного танца имени Игоря Моисеева, Хор имени Пятницкого, Оркестр русских народных инструментов имени Николая Осипова и других коллективов. Также в здании находится вход в Камерный зал Московской филармонии.

## Расположение
Зал имени Чайковского расположен в Тверском районе города Москвы, на пересечении Тверской и Садовой-Триумфальной улиц. Фасад и колоннада здания является важной частью архитектурного ансамбля Триумфальной площади, созданного Дмитрием Чечулиным в 50-х годах XX века. Слева от колоннады встроен южный вестибюль станции метро «Маяковская».

## Архитектура и оформление

### Первоначальный проект
В начале XX века на месте концертного зала находился театр «Буфф-миниатюр», затем ― театр лёгкого жанра «Зон». В 1913 году прямо напротив здания театра был открыт один из первых московских кинотеатров — «Дом Ханжонкова», впоследствии известный кинотеатр «Москва». Рядом, на месте современного Театра сатиры, — популярный в своё время Цирк братьев Никитиных, затем Мюзик-холл.
После революции в 1922 году здание передали Гостеатру имени Всеволода Мейерхольда. В течение десяти лет здесь шли знаменитые спектакли Мейерхольда: «Мистерия-буфф» Владимира Маяковского, «Ревизор», «Горе уму» (по комедии Александра Грибоедова «Горе от ума») и другие. В 1932-м он переехал в помещение, где в настоящее время находится Драмтеатр имени Марии Ермоловой.
Всеволод Мейерхольд планировал реконструировать здание на Триумфальной площади и превратить его в самый большой и современный театр в Москве. Проект здания театра был подготовлен архитекторами Сергеем Вахтанговым, сыном Евгения Вахтангова, и Михаилом Бархиным. Проект 1930 года включал крышу-купол, стеклянный потолок и трансформируемую сцену, состоящую из двух подвижных кругов. Главной задумкой Мейерхольда было создание общего пространства сцены и зрительного зала. В 1931 году был представлен второй вариант, более радикальный, где новое здание считалось только с габаритами участка.

### Строительство
К 1933 году удалось построить самое основное: внутри старых стен возник огромный железобетонный эллиптический зал, в бетоне были сооружены ступени большого амфитеатра, сделаны игровая площадка с двумя кругами и трюм. Зал был перекрыт, устроены фонари верхнего света, построены фойе и лестницы. По задней стене зала были сделаны два этажа полуколец артистических и уборных. В том же году объявляется архитектурный конкурс на фасад Театра имени Мейерхольда. Дальнейшая работа была передана архитектору А. Щусеву, а затем — Д. Чечулину и К. Орлову. В то время стилистическая направленность советской архитектуры развернулась от конструктивизма в сторону классических форм. Щусев предлагал возвести прямоугольную башню с элементами ар-деко на углу здания и декорировать фасад ромбовидным орнаментом. Именно на этот вариант позднее опирался Чечулин, которому поручили исполнение итогового проектирования.

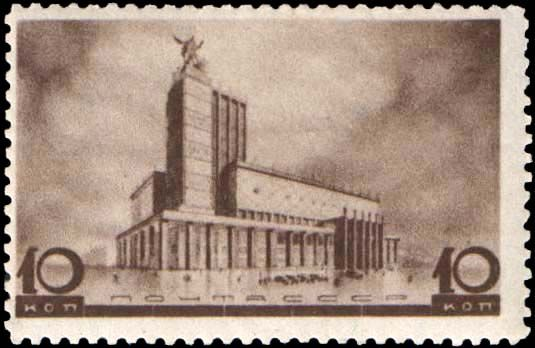
Один из проектов здания был отмечен в советских филателистических материалах (1937)

К 1937 году почти полностью был возведён каркас здания, но в январе 1938 года строительство остановили в связи с приказом о ликвидации Театра имени Мейерхольда.
В 1938 году в угловой части здания была открыта станция метро «Маяковская», построенная по проекту А. Душкина.
В 1939 году недостроенное здание передали Московской филармонии для переоборудования в концертный зал, получивший имя П. И. Чайковского. В это же время автор проекта Всеволод Мейерхольд был арестован, а в 1940 году (за полгода до открытия зала), расстрелян.

### Фасад

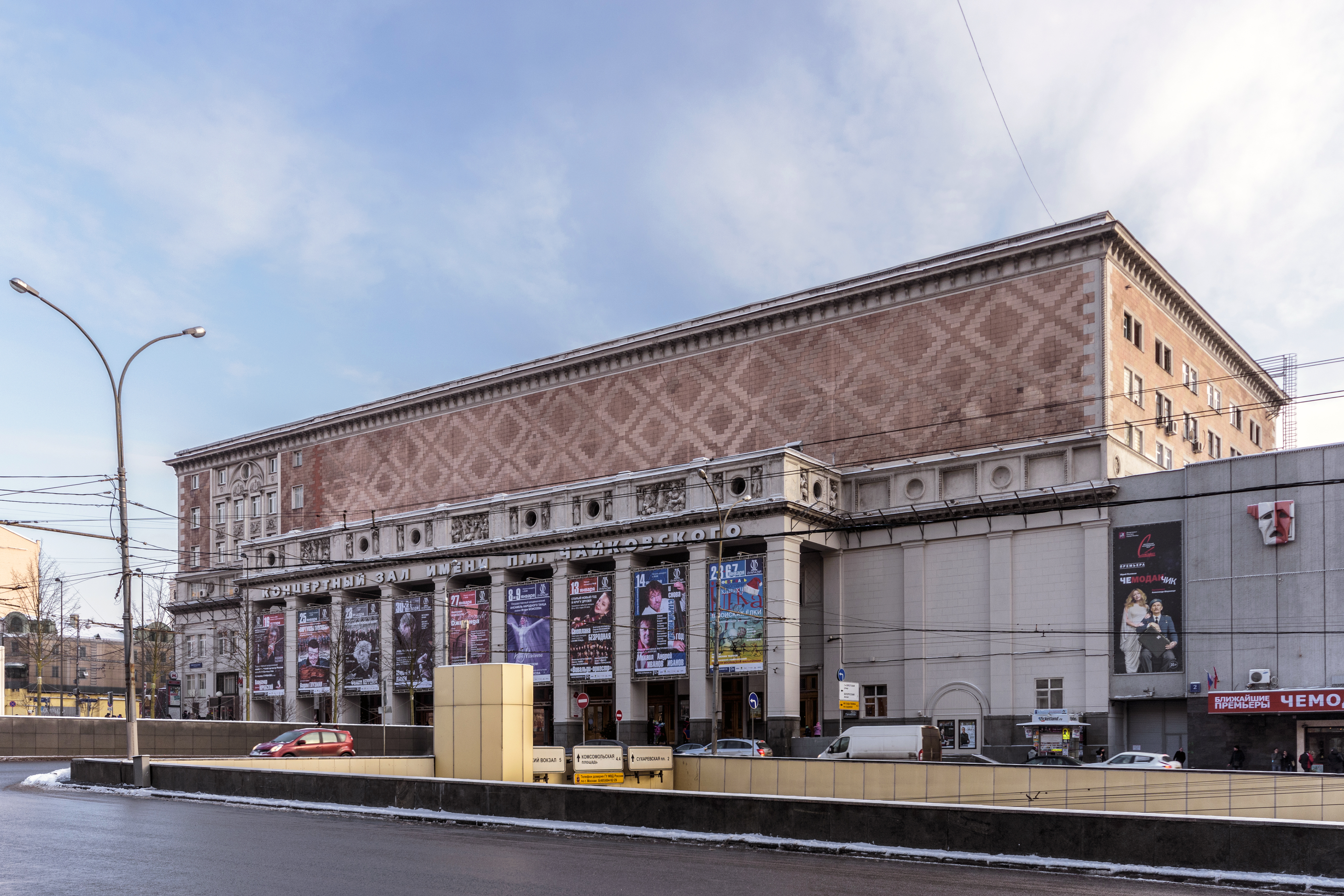
Фасад здания с Триумфальной площади до реставрации (2016)

Внешний объём здания получил форму параллелепипеда с 10-колонным портиком, обращённым на Триумфальную площадь. Объём здания делится на две части: глухую (с портиком) и дробную — с большим количеством окон разного размера и характера обработки. Глухая часть здания представляет собой прямоугольник, вытянутый вдоль Триумфальной площади, внутрь которого вписан сам концертный зал. В дробной части расположены вход в метро, а также административная часть и репетиционные залы. Часть подвала и цокольного этажа занимают вестибюль московского метрополитена и ресторан.
Здание стоит на наклонной поверхности, поэтому высота в разных участках варьируется от 27 метров (у Тверской улицы) до 31 метра (у Театра сатиры).
Архитектура главного фасада основана на сопоставлении глухой плоскости стены (с геометрическим орнаментом из терразитовой штукатурки), со стоящей впереди колоннадой, акцентирующей главные входы в здание.
Над колоннадой предполагалась установка четырёх скульптур авторства Анны Мананниковой (реализована лишь спустя 82 года после строительства здания). Горельефы над колоннами изображают различные виды музыкальных искусств. 

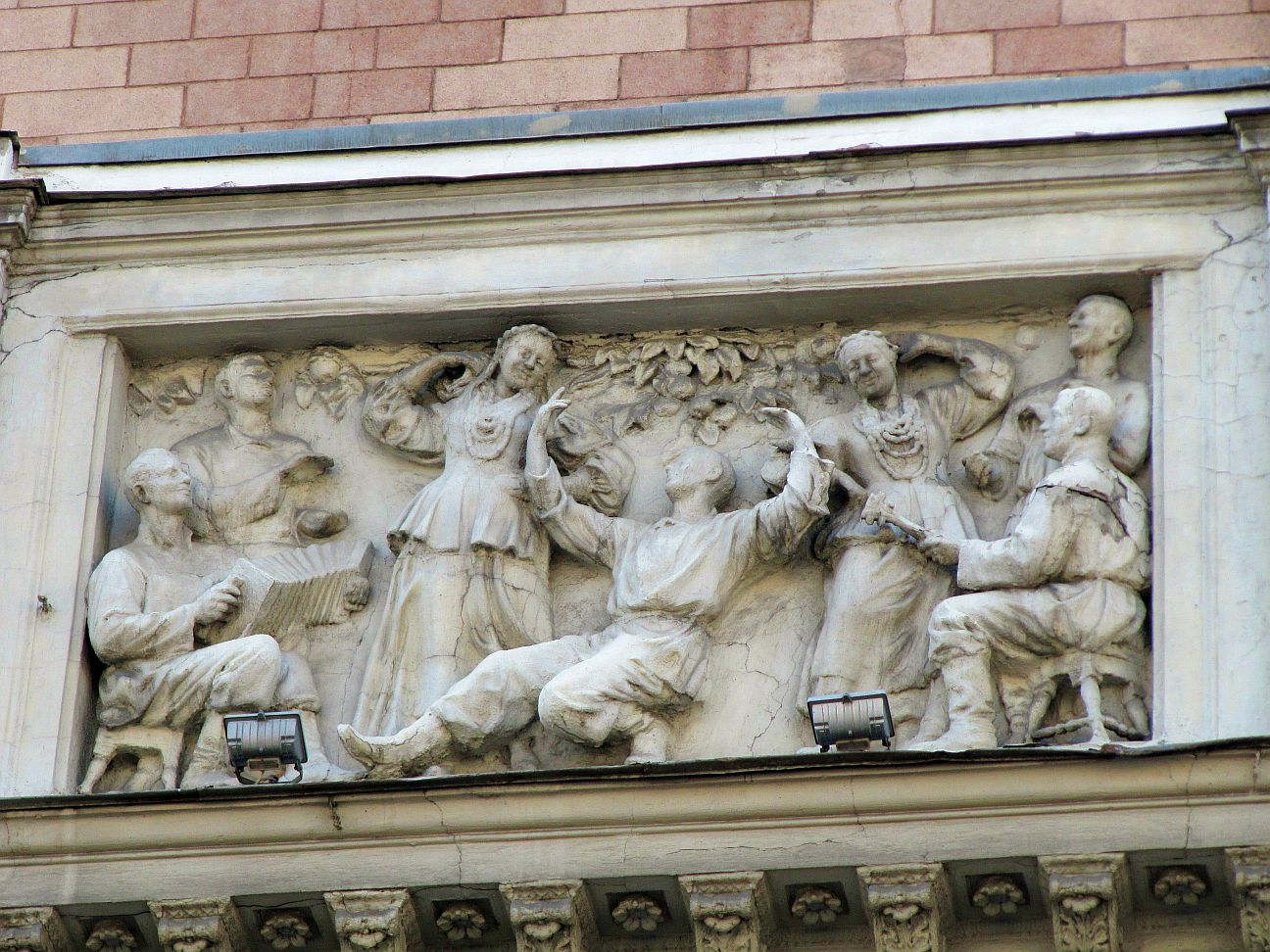

### Вестибюль и фойе
Стены вестибюля и фойе облицованы искусственным мрамором. Главная лестница вестибюля, состоящая из нескольких маршей, приводит в фойе первого этажа. По обеим сторонам главной лестницы расположены парные лестницы, проходящие через все этажи, начиная с цокольного и заканчивая чердачным. Над парадной лестницей расположен зимний сад (2-й и 3-й этажи). Окна зимнего сада размером с 2 этажа, имеют витражи из белых и жёлтых стекол.
В фойе каждого из трёх этажей расположены ряды железобетонных колонн, поддерживающие междуэтажные перекрытия. На каждом из этажей они имеют разнообразную архитектурную обработку.
Потолок фойе нижнего этажа оформлен круглыми кессонами.

### Концертный зал
В 1940-м архитектор Дмитрий Чечулин закончил внутреннюю отделку. Итоговый вариант сохранил элементы первоначального проекта, например, эллипсообразную форму зала. Потолок оформлен кессонным стеклянным потолком. В крыше созданы зенитные фонари, сквозь которые естественный свет (по задумке Мейерхольда) должен был попадать в зал.

Концертный зал включает партер, три амфитеатра и два балконных яруса. Вокруг сцены полукругом расположены 1505 мест. В зале установлено три рояля Steinway & Sons и орган Rieger-Kloss. Параметры сцены: высота — 15 м, глубина — 20 м, ширина: у органа — 11 м, середина сцены — 20 м, авансцена — 23 м.

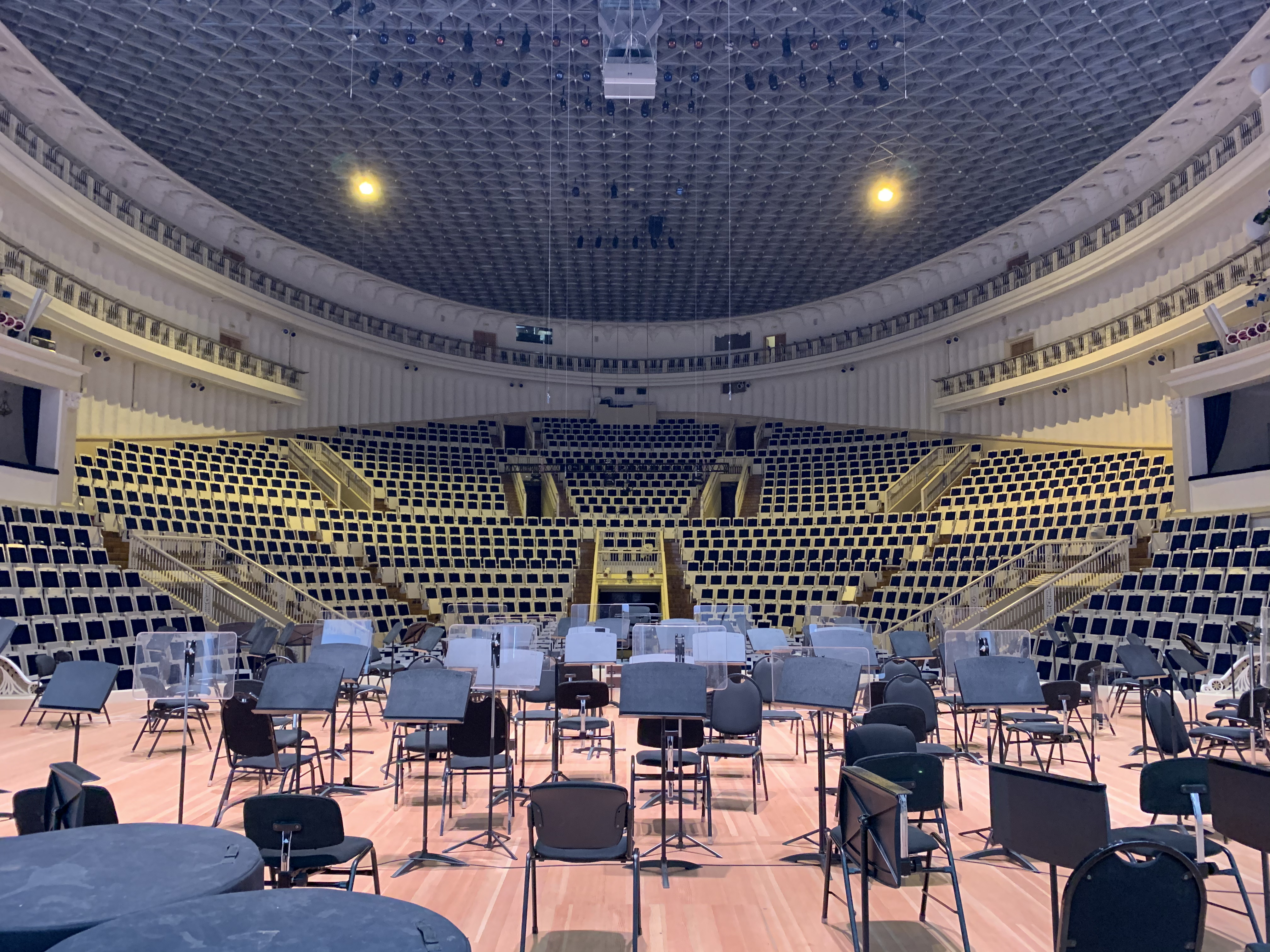
Вид со сцены в зрительный зал

В концертном зале сохранился конструктивизм внутреннего устройства, спроектированного Бархиным и Вахтанговым, а также внутренняя планировка — расположение зрительных мест, поднимающихся вверх в виде амфитеатра, большие проходы, связывающие фойе, зал и сцену в традициях средневекового площадного театра. Для удобства посетителей гардеробные секции были расположены на каждом этаже.
В 1950 году над сценой установили лепное изображение Герба СССР с шестнадцатью лентами — по числу республик, а через шесть лет одну ленту убрали, когда союзных республик стало пятнадцать. Впервые в СССР сделана система приточной вентиляции через каналы в спинках зрительских кресел. Свежий воздух подавался из отверстий кресел рядом с ногами зрителей со скоростью 0,2—0,3 м/сек. Были применены специальные системы, заглушающие шум вентиляторов. Кардинальные изменения затронули строение сцены: решено было отказаться от трансформера и формы эллипсисиса с двумя кругами. Остался вполне традиционный прямоугольник сцены. А на месте выдающегося в зал второго сценического круга (так называемый «просцениум») сейчас расположен партер.

### Реставрационные работы

#### 2004–2009
В 2004–2005 гг. зал реконструировали: установили новые кресла, изготовили новую сцену-трансформер. В результате изменилась пространственная концепция зала и появилось место для оперных постановок.
К 2008 году были завершены основные работы по совершенствованию акустики зала, которые провела немецкая фирма Mueller BBM (установлены специальные акустические щиты). Недостатки акустики помещения, первоначально не предназначенного для концертов (Чечулин их пытался решить за счет специального покрытия стен, за счет тяжелого занавеса, ковровых дорожек и обивочного материала на сиденьях, но не довел до совершенства), были устранены. В ходе реконструкции залу вернули исторический облик: восстановили мраморный пол 1930-х годов, зеркальные колонны фойе, банкетки, поставили новые стеклянные двери.

#### 2019–2022
Первая полномасштабная реставрация фасада здания началась в 2019 году. В ходе исследований были выявлены многочисленные протечки, дефекты и повреждения в отделке фасадных поверхностей стен. Были заменены все окна на исторически достоверные с тёмным цветом рам. С сентября 2019-го по декабрь 2021 года здание было закрыто строительными лесами.
В 2021 году восстановлены отсутствовавшие много лет обелиски, антефиксы и актротерии на портике и крыше здания.
В январе 2022 года основная часть работ по реставрации была завершена (к 100-летию Московской филармонии). Вместо классических печатных афиш стали использовать цифровые мониторы. Летом, в межсезонье, был полностью отреставрирован кессонный потолок над концертным залом.
В ноябре на портике главного фасада разместили четыре скульптуры: Танцовщица, Скрипач, Трубач, Балерина. Они были в утверждённом проекте 30-х годов, но во время строительства здания установлены не были. Гипсовые миниатюры хранились в Музее архитектуры имени Щусева и были воссозданы в масштабе скульптором Андреем Коробцовым.

## Орган
К открытию зала был установлен орган немецкой фирмы «Э. Ф. Валькер» (Людвигсбург, Германия), на котором в 60-е годы XIX века играл Пётр Чайковский. Ранее орган стоял в петербургской церкви святых Петра и Павла на Невском проспекте. В 1959 году, в связи с серьёзными повреждениями при перевозке инструмента из Ленинграда в Москву, этот орган был заменён.
Новый орган чехословацкой фирмы Rieger-Kloss насчитывает 81 регистр и является одним из самых больших органов в России. Длина корпуса 11 метров, ширина 6 метров, высота 8 метров. Внутренняя часть органа состоит из трёх этажей, где расположены 7800 звучащих труб. Размер самых больших доходит до 6,5 метров высоты, в периметре 2,6 метра, весом до 220 кг каждая. Высота самых маленьких звучащих труб 20 мм, диаметр 6 мм. Пульт управления представляет собой сложный электрический механизм, на котором установлены четыре клавиатуры для рук и одна — для ног. Он также снабжён контрольным сигнальным устройством. Первоначальная диспозиция органа была спроектирована Иржи Рейнбергером и Леонидом Ройзманом. Его последующие реконструкции в 1970 и 1977 годах инициировал музыкант Гарри Гродберг.
Диспозиция органа «Rieger-Kloss» Концертного зала имени П. И. Чайковского в Москве.

81 регистр, 4 мануала, 7800 труб, Opus 3255, 1959 год,  Чехословакия, Крнов.
Красным цветом в диспозиции выделены язычковые регистры.
| I. Positiv C-c4       |            |
| 1. Principal          | 8’         |
| 2. Gedackt            | 8’         |
| 3. Quintade           | 8’         |
| 4. Prestant           | 4’         |
| 5. Blockflöte         | 4’         |
| 6. Oktave             | 2′         |
| 7. Spitzflöte         | 2’         |
| 8. Quint              | 1/3′       |
| 9. Superoktave        | 1’         |
| 10. Sesquialtera 2 f. | 2/3′+13/5′ |
| 11. Mixtur 6-7 fach   | 1’         |
| 12. Krummhorn         | 8’         |
| 13. Rohrschalmei      | 4’         |
| Tremolo               |            |

| II. Hauptwerk C-c4       |      |
| 14. Gross Principal      | 16’  |
| 15. Holzpommer           | 16’  |
| 16. Principal            | 8’   |
| 17. Trichterprincipal    | 8’   |
| 18. Hohlflöte            | 8’   |
| 19. Gemshorn             | 8′   |
| 20. Oktave               | 4’   |
| 21. Nachthorn            | 4’   |
| 22. Superoktave          | 2’   |
| 23. Rauschpfeife 4 f.    | 2/3′ |
| 24. Mixtura major 5-8 f. | 2’   |
| 25. Mixtura minor 5 f.   | 1’   |
| 26. Trompete             | 16’  |
| 27. Trompete             | 8’   |

| III. Oberwerk C-c4 |             |
| 28. Quintade       | 16’         |
| 29. Principal      | 8’          |
| 30. Rohrflöte      | 8’          |
| 31. Spitzgambe     | 8’          |
| 32. Oktave         | 4’          |
| 33. Spillflöte     | 4’          |
| 34. Quint          | 2/3′        |
| 35. Superoktave    | 2′          |
| 36. Querpfeife     | 2’          |
| 37. Terzian 2 f.   | 13/5′+11/3′ |
| 38. Scharf 5-6 f.  | 1’          |
| 39. Zimbel 3 f.    | 1/2′        |
| 40. Trompete       | 8’          |
| 41. Englischhorn   | 8’          |
| 42. Trompete       | 4’          |
| Tremolo            |             |

| IV. Schwellwerk C-c4      |       |
| 43. Bourdon               | 16’   |
| 44. Principal             | 8’    |
| 45. Koppelflöte           | 8’    |
| 46. Weidenpfeife          | 8’    |
| 47. Geigemschwebung 2 f.  | 8’+4’ |
| 48. Oktave                | 4’    |
| 49. Klein Gedackt         | 4’    |
| 50. Nassat                | 2/3′  |
| 51. Waldflöte             | 2’    |
| 52. Terz                  | 13/5′ |
| 53. Sifflöte              | 1’    |
| 54. Holzern Glächter 3 f. | 4/7′  |
| 55. Mixtur 5-7 f.         | 1/3′  |
| 56. Klingende Zimbel 3 f. | 1/6′  |
| 57. Dulzian               | 16’   |
| 58. Franz. Trompete       | 8’    |
| 59. Oboe                  | 8’    |
| 60. Geigendregal          | 8’    |
| 61. Clairon               | 4’    |
| Tremolo                   |       |

| Pedal C-g3             |        |
| 62. Untersatz          | 32’    |
| 63. Prinzipalbass      | 16’    |
| 64. Offenbass          | 16’    |
| 65. Subbass            | 16’    |
| 66. Bassflöte          | 16’    |
| 67. Quintbass          | 102/3′ |
| 68. Oktavbass          | 8’     |
| 69. Gedacktbass        | 8’     |
| 70. Spitzflöte         | 8’     |
| 71. Choralbass         | 4’     |
| 72. Dolkan             | 4’     |
| 73. Russisch Horn      | 2’     |
| 74. Rauschbass 8 f.    | 51/3′  |
| 75. Pedalmixtur 6-7 f. | 2/3′   |
| 76. Basszimbel 3 f.    | 1/2′   |
| 77. Kontrabombarde     | 32’    |
| 78. Posaune            | 16’    |
| 79. Trompete           | 8’     |
| 80. Klarine            | 4’     |
| 81. Singend Kornett    | 2’     |

Копулы: III/I, IV/I, I/II, III/II, IV/II, IV/III, I/P, II/P, III/P, IV/P
Вспомогательные приспособления:
- Крещендо
- Зетцер-комбинации: «А» американской системы с раздельным включением на каждом мануале, 7 зетцер-комбинаций (В—H) единых для всего органа
- Готовые комбинации: общее Pleno, Tutti, раздельное Tutti (I, II, III, IV, P)
- Аннуляторы крещендо, микстур, язычковых регистров, раздельные аннуляторы для язычковых регистров
- Швеллер IV мануала
- Auslöser
- Vorbereitung

## Значимые события

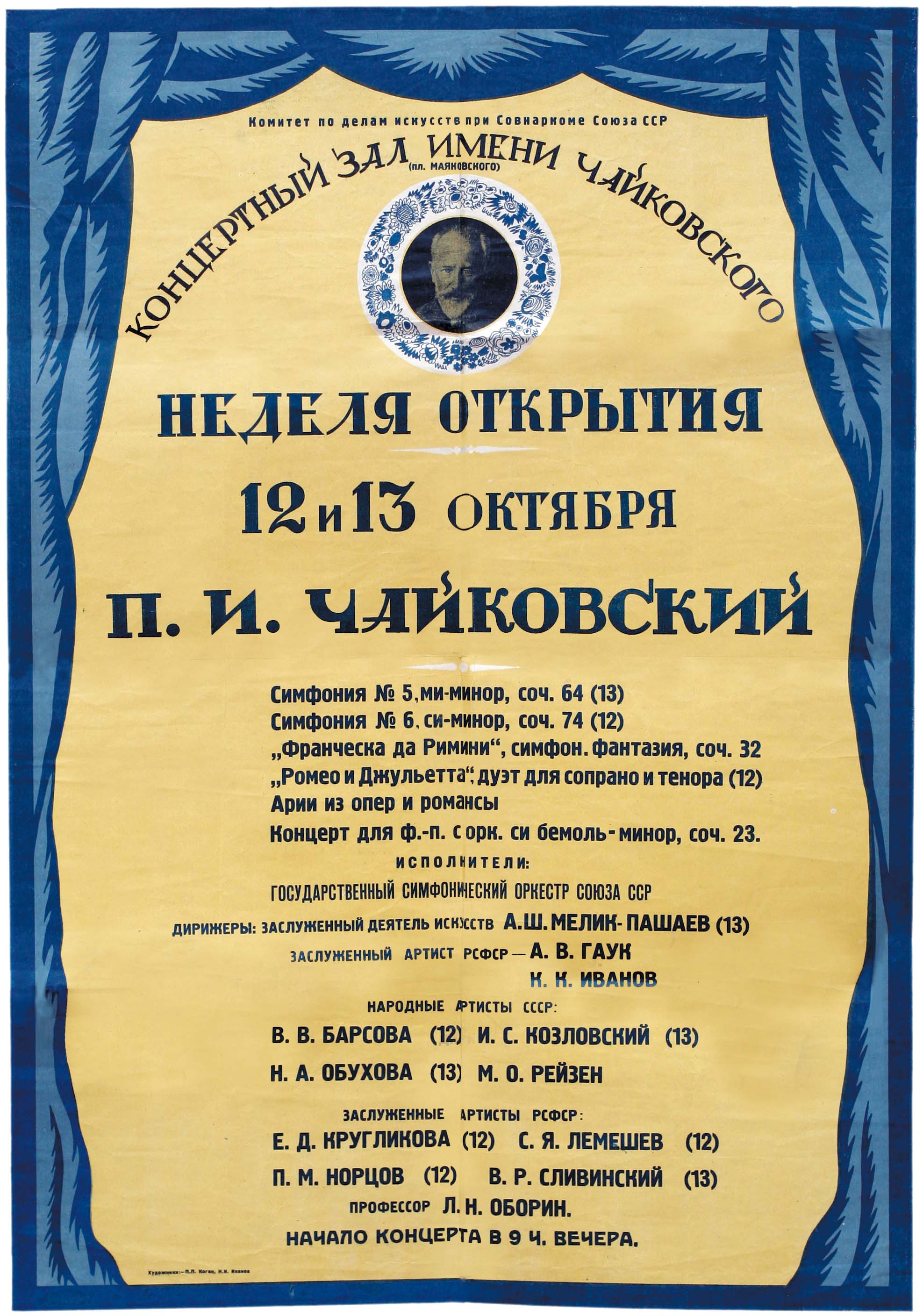
Афиша открытия, 1940

### Открытие и первый сезон
Открытие Концертного зала состоялось 12 октября 1940 года и было приурочено к столетию со дня рождения Петра Чайковского. На церемонии прошёл концерт, на котором под руководством дирижёров Александра Гаука и Константина Иванова исполняли произведения композитора — Шестую симфонию, Франческа да Римини, первая часть Первого фортепианного концерта и другие.
В первый филармонический сезон в концертном зале дирижировали Николай Голованов, Александр Мелик-Пашаев, Евгений Мравинский, Натан Рахлин, Карл Элиасберг, выступали Константин Игумнов, Владимир Софроницкий, Давид Ойстраха, Святослав Кнушевицкий, Надежда Обухова.

### В военные годы
В годы Великой Отечественной войны концертный зал продолжал работу, несмотря на осадное положение Москвы и отсутствие отопления. На крыше театра находилась зенитная установка, а в подвале организовали бомбоубежище, куда во время воздушной тревоги спускались артисты и зрители. Осенью 1941 года на крыше зала и на станции метро «Маяковская» состоялись концерты для зенитчиков. За четыре года войны в зале провели более тысячи выступлений, которые посетили 2 млн зрителей.

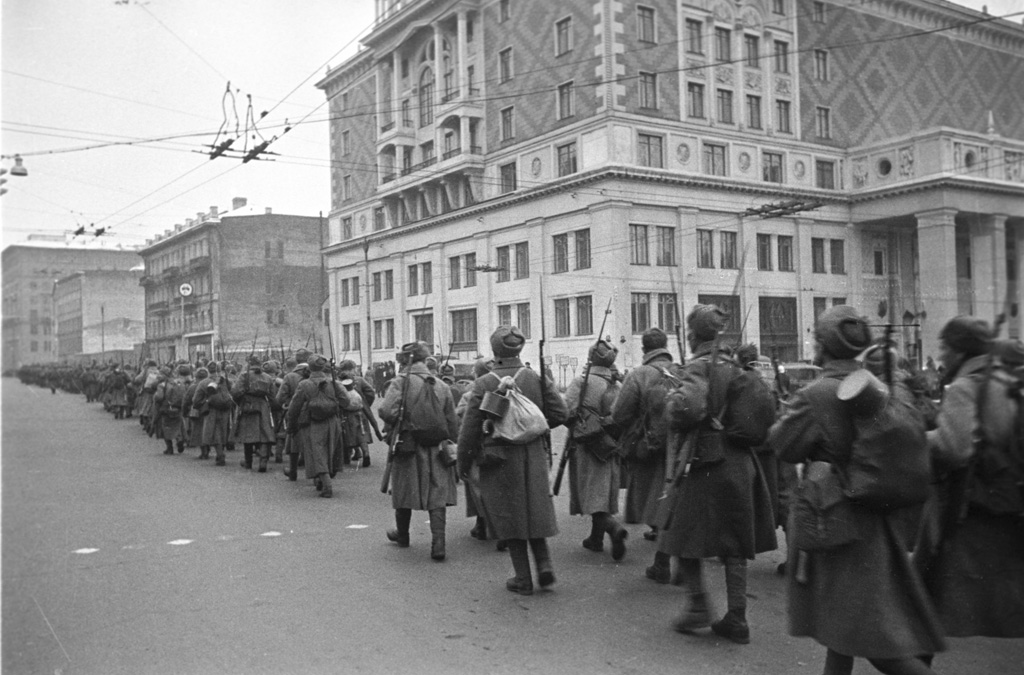
Уходящие на фронт солдаты на фоне Зала Чайковского, 1941

### После войны
В поствоенное время в концертном зале проходили различные культурные мероприятия и выступления: Всесоюзные конкурсы балетмейстеров и артистов балета, международные шахматные турниры, «Пушкинские чтения», торжественные заседания к 800-летию Москвы, творческие вечера московских театров. В 1947 году в зале снимали комедию «Первая перчатка» режиссёра Андрея Фролова.

В послевоенные годы в Зале имени Чайковского выступали Квартет имени Бородина, симфонический оркестр Московской филармонии во главе с Самуилом Самосудом, Московский камерный оркестр, основанный Рудольфом Баршаем. В Концертном зале выступают симфонические оркестры, творческие коллективы, ставятся опера и музыкально-драматические спектакли. Например, оперы «Война и мир» Прокофьева, «Сорочинская ярмарка» Мусоргского и другие. В зале также проходят различные фестивали: «Русская зима», «Виртуозы гитары», «Опера априори». В 1962 году он становится одной из главных площадок Международного конкурса имени Чайковского. 

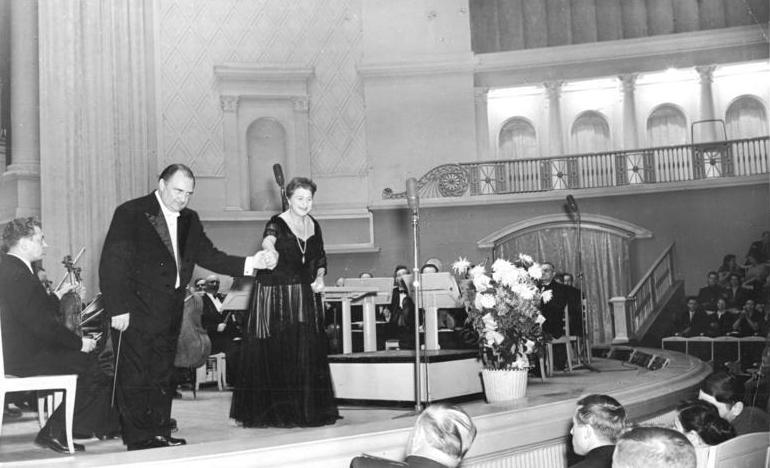
Выступление дирижёра Франца Конвичного и Фриды Клозе в Зале Чайковского, 1955

### Постсоветское время
В 1990-м на сцене зала отмечали 100-летие со дня рождения Бориса Пастернака, в 1998-м — 80-летие Александра Солженицына, впоследствии проводили литературные и творческие вечера Андрея Вознесенского, Булата Окуджавы, Сергея Безрукова и других артистов.
После реконструкции 2005 года на сцене зала показывали сценические версии опер «Очарованный странник» Щедрина, «Царь Эдип» Стравинского, концертные исполнения «Травиаты» Верди, «Алеко» и «Франчески да Римини» Рахманинова, «Кармен» Бизе и другие музыкальные произведения. Зал Чайковского стал также площадкой для проведения таких циклов Московской филармонии, как «Оперные шедевры», «Великие оратории», «Европейские виртуозы в Москве», «Звезды мировой оперы в Москве». Здесь проходили концерты фестивалей к 100-летию со дня рождения Дмитрия Шостаковича (2006) и к 75-летию Родиона Щедрина (2007).
В 2007 году Московской филармонией был открыт камерный зал, проход в который осуществляется через фойе Зала Чайковского.
В 2009—2010 годах в зале проходили органные сезоны Московской филармонии «50 лет органу Концертного зала имени П. И. Чайковского». В настоящее время в зале ежегодно проводится фестиваль «Девять веков органа».
На сцене Концертного зала в разные годы выступали Венский филармонический, Лондонский симфонический оркестры, Симфонический оркестр Артуро Тосканини, оркестр и хор итальянского фестиваля Arena di Verona, оркестр и хор Мариинского театра, оркестр и хор Пермского театра оперы и балета. В 2017 году состоялся концерт норвежского Симфонического оркестр Ставангера под руководством Кристиана Васкеса. В этом же году в рамках IX Большого фестиваля Российского национального оркестра показали премьеру фильма «Последняя ночь последнего царя» сценариста Эдварда Радзинского.
Концертный зал служит площадкой для вручения премий имени Шостаковича и правительства Российской Федерации «Душа России».
Во время пандемии коронавируса в 2020 году концертный зал продолжал концертную деятельность. Московская филармония проводила прямые интернет-трансляции концертов без публики в камерной атмосфере, получившие общее название «Домашний сезон».
Зал использовался для церемонии прощания с дирижёром Николаем Калининым (2004), балетмейстером Игорем Моисеевым (2007), певцами Муслимом Магомаевым (2008), Людмилой Зыкиной (2009), Дмитрием Хворостовским (2017), Иосифом Кобзоном (2018), композитором Андреем Эшпаем (2015), органистом Московской филармонии Гарри Гродбергом (2016), поэтом Андреем Дементьевым (2018) и другими творческими деятелями.

## В кино
Финал боксёрского поединка в советском послевоенном фильме «Первая перчатка» (1946) снимался в Концертном зале Чайковского. Боксёрский ринг был сооружён на месте партера.
Колоннада Концертного зала упоминается в фильме Карена Шахназарова «Курьер» (1986), как место свидания главных героев Ивана и Кати.